# Jakarta Standard Tag Library
Die Jakarta Standard Tag Library (JSTL; früher JavaServer Pages Standard Tag Library) ist eine Sammlung von vier Custom-Tag-Bibliotheken, die für die Erstellung von JSP-Seiten hilfreich sind.
Die JSTL wird im Rahmen des Java Community Process (JCP) unter JSR 052 verwaltet. Innerhalb des Jakarta-Projektes gibt es zu dieser Spezifikation Referenzimplementierungen.

## Bestandteile
In der Version 1.1 sind folgende Bibliotheken vorgesehen:
- core: iterative, konditionale, URL-spezifische und allgemeine Tags
- xml: Tags aus dem Bereich XML und XML-Transformation
- sql: Tags zur direkten Datenbankverarbeitung
- i18n: Tags zur Formatierung und Internationalisierung

## Geschichte
In der ursprünglichen Version 1.0 war gegenüber der Version 1.1 eine Expression Language vorgesehen. Mit JSP 2.0 wurde die JSP-EL in die JSP-Spezifikation selbst aufgenommen. Das primäre Ziel der JSTL 1.1 ist dementsprechend die Anpassung der Bibliothek auf die JSP-EL für JSP 2.0. Mit der Version 1.2 der Bibliothek wird die JSTL auf den aktuellen Stand bezüglich der Vereinheitlichung der Expression Language durch die JSP 2.1 und JSF-1.2-Spezifikationen gebracht. Des Weiteren ist die JSTL mit Version 1.2 Teil der Java-EE-5-Plattform.

## Verwendung der JSTL 1.1
Da für die JSTL 1.1 die JSP-EL vorausgesetzt wird, muss ein Servlet-Container mindestens der JSP-2.0-Spezifikation genügen, damit sie auf diesem verwendet werden kann. Die Referenzimplementierung gliedert sich in zwei JAR-Archive standard.jar und jstl.jar, die bei den meisten Containern üblicherweise nur im lib-Pfad der Webanwendung zu finden sein müssen. Zur Erhaltung der Rückwärtskompatibilität wird die JSTL 1.1 durch den URI http://java.sun.com/jsp/jstl/fmt referenziert, während man bei JSTL 1.0 http://java.sun.com/jstl/fmt verwendete.
Beispiel JSP-Seite in XML-Schreibweise (JSPX):
```
<?xml version="1.0" encoding="utf-8" ?>

<jsp:root

  
xmlns:jsp=
"http://java.sun.com/JSP/Page"

  
xmlns:c=
"http://java.sun.com/jsp/jstl/core"

  
xmlns:fmt=
"http://java.sun.com/jsp/jstl/fmt"

  
version=
"2.0"
>

<html
 
xmlns=
"http://www.w3.org/1999/xhtml"
 
xml:lang=
"de"
>

<head>

  
<title>
JSTL
 
1.1
</title>

</head>

<body>

<h1>
Iteration
</h1>

<ul>

  
<c:forEach
 
var=
"num"
 
begin=
"1"
 
end=
"10"
>

    
<li>
Nummer
 
<c:out
 
value=
"${num}"
/></li>

  
</c:forEach>

</ul>

<h1>
Formatierung
</h1>

<p>

  
Währung:
 
<fmt:formatNumber
 
value=
"10000"
 
type=
"currency"
 
currencyCode=
"EUR"
 
/>

</p>

</body>

</html>

</jsp:root>

```

Erläuterungen zum JSP-Code:
Im Element jsp:root wird die Verwendung der Basis- und der I18N-Taglibs (core und fmt) aus der JSTL angezeigt und diese an entsprechende XML-Namensräume gebunden. Unter der Überschrift Iteration wird das forEach-Tag aus der core-Bibliothek verwendet: Der Tag-Body (das heißt, der Inhalt des Tags) wird hier zehnmal ausgegeben. In dieser Schleife findet sich mit ${num} ein JSP-Expression: Hier wird mit jedem Schleifendurchlauf der aktuelle Wert von ‚num‘ ausgegeben. Unter der Überschrift Formatierung wird das formatNumber-Tag aus der fmt-Bibliothek der JSTL verwendet. Je nach eingestellter Sprache (diese lässt sich zum Beispiel per fmt:setLocale setzen) wird die Zahl 10000 hier anders formatiert (kann zum Beispiel auf Deutsch als „EUR 10.000,00“ und auf Englisch als „EUR 10,000.00“ ausgegeben werden).

## Die JSTL und Struts
Im Gegensatz zum Struts-Framework ist die JSTL nicht an ein bestimmtes Architektur-Paradigma wie z. B. MVC gebunden. Beide Tag-Bibliotheken besitzen gleichnamige Tags. Daher muss bei gemischter Verwendung der eindeutige Präfix (JSP) bzw. der Namensraum (JSPX) beachtet werden.